# Приказ № 1
Прика́з № 1 — документ (приказ), изданный объединённым Петроградским советом рабочих и солдатских депутатов (Петросовет) 1 (14) марта 1917, во время Февральской революции, по гарнизону Петроградского округа.
Активное участие в выработке и редактировании текста приказа приняли такие известные «оборонцы», как меньшевик Семён Кливанский и внефракционный социал-демократ, секретарь исполкома Петросовета Н. Д. Соколов (на февраль 1917 — присяжный поверенный, социал-демократ, друг Керенского и Чхеидзе).

## Обстановка в Петрограде
Фактическая власть в Петрограде к 1 (14) марта принадлежала созданным 27 февраля (12 марта) Временному комитету Государственной думы (ВКГД) и Петроградскому совету рабочих депутатов. С самого первого дня вначале временный, а затем постоянный Исполнительный комитет Совета выступал в поддержку восставших солдат и призывал все воинские части Петрограда выбирать своих представителей в Совет.
На вечернем заседании Петросовета 1 (14 марта) произошло объединение Совета рабочих депутатов и образованного из представителей Петроградского гарнизона Совета солдатских депутатов (при этом подавляющее большинство депутатов объединённого Совета представляли солдаты) и расширение Исполкома Совета за счёт доизбрания 10 представителей от солдат и матросов. Именно объединённый состав Петросовета и одобрил текст Приказа № 1, выработанный на основе требований выступавших на заседании солдат и матросов.

## Обсуждение
На обсуждение заседания был поставлен вопрос о действиях Временного комитета Государственной думы по отношению к гарнизону Петрограда, вызвавших тревогу у депутатов Совета, поскольку рассматривались ими как попытка возвращения «старых порядков». В частности, имелся в виду подписанный председателем ВКГД М. В. Родзянко приказ по войскам Петроградского гарнизона, подготовленный председателем объединённой военной комиссии подполковником Б. А. Энгельгардтом. Приказ, подписанный в ночь на 28 февраля (13 марта), гласил:

1) Всем отдельным нижним чинам и воинским частям немедленно возвратиться в свои казармы;
2) всем офицерским чинам возвратиться к своим частям и принять все меры к водворению порядка;
3) командирам частей прибыть в Государственную думу для получения распоряжений в 11 час. утра 28 февраля.

На обсуждение, в ходе которого слово предоставлялось только представителям гарнизона, были вынесены следующие вопросы:
1. Отношение солдат к возвращающимся офицерам;
2. Вопрос о выдаче оружия (разоружении солдат);
3. Вопрос о Военной комиссии и пределах её компетенции.

По воспоминаниям меньшевиков Д. О. Заславского и В. А. Канторовича, в то время как исполком Петросовета был занят вопросом о власти в связи с предстоящими переговорами с Временным комитетом Государственной думы о создании Временного правительства, в соседнем помещении шло бурное собрание солдатской секции, председательствовал на котором Н. Д. Соколов. Соколов же руководил комиссией по редактированию предлагавшихся мер и составлению приказа — однако, как писали Заславский и Канторович, «… руководства в сущности никакого не было. Воззванию придали внешний вид приказа. Его сочиняли несколько человек по указаниям собрания, где выходили на трибуну никому не известные солдаты, вносили предложения, одно другого радикальнее, и уходили при шумных аплодисментах. Ошибкою было бы искать индивидуального автора этого произведения, получившего историческую известность под именем „приказа № 1“. Его составила солдатская безличная масса».

## Основные положения
Опубликованный 2 (15) марта в утреннем выпуске официального советского органа «Извѣстія Петроградскаго Совѣта Рабочихъ и Солдатскихъ Депутатовъ», Приказ был адресован столичному гарнизону, всем солдатам гвардии, армии, артиллерии и матросам флота для немедленного исполнения, а рабочим Петрограда — для сведения.
Приказом предписывалось немедленно создать выборные комитеты из представителей нижних чинов во всех воинских частях, подразделениях и службах, а также на кораблях. Главным в Приказе № 1 был третий пункт, согласно которому во всех политических выступлениях воинские части подчинялись теперь не офицерам, а своим выборным комитетам и Совету. В приказе предусматривалось также, что всё оружие передается в распоряжение и под контроль солдатских комитетов. Приказом вводилось равенство прав «нижних чинов» с остальными гражданами в политической, общегражданской и частной жизни, отменялось титулование офицеров.
По воспоминаниям последнего военного министра Временного правительства А. И. Верховского, «приказ вышел в девяти миллионах экземпляров».

## Оценки
По мнению историка Э. В. Костяева, социал-демократы, руководствуясь благими намерениями проведения максимальной демократизации армии в условиях победившей революции, не смогли просчитать все возможные последствия издания Приказа № 1 для российской армии, выразившиеся в ещё большем её разложении и упадке дисциплины среди солдат, что в конечном итоге привело к бесславному выходу России из Первой мировой войны и подписанию унизительных для России условий Брестского мира.
В советской историографии, однако, было принято рассматривать Приказ № 1 как акт большой важности, положивший начало демократизации армии не только в Петрограде, но и по всей стране.
Реакция солдат и офицеров на появление Приказа № 1 была противоположной. Если первые, как писал А. Г. Шляпников, были «вне себя от восторга», то высшее военное командование и все другие правые буржуазные круги восприняли его враждебно. По мнению генерала А. И. Деникина, Приказ № 1 дал «первый, главный толчок к развалу армии», а генерал А. С. Лукомский отмечал, что Приказ № 1 «подрывал дисциплину, лишая офицерский командный состав власти над солдатами». Схожими были оценки Приказа № 1 генералом Н. А. Епанчиным, генералом П. Н. Красновым, контр-адмиралом А. Д. Бубновым, с его принятием Приказа в армии был нарушен основополагающий для любой армии принцип единоначалия; в результате произошло резкое падение дисциплины и боеспособности русской армии, что в конечном итоге способствовало её развалу.
Под влиянием резкой критики справа эсеро-меньшевистские члены Исполкома постарались отмежеваться от Приказа № 1, заявив о своей непричастности к нему и изобразив приказ документом чисто солдатского происхождения. Руководство Исполкома поспешило ограничить сферу действия Приказа № 1 путём издания в «разъяснение» первого приказа дополнительных приказов № 2 от 6 (19) марта и № 3 от 7 (20) марта.
Приказ № 2, оставляя в силе все основные положения, установленные Приказом № 1, разъяснял, что в Приказе № 1 речь шла о выборах комитетов, но не начальства; тем не менее, все произведённые уже выборы офицеров должны остаться в силе; комитеты имеют право возражать против назначения начальников; все петроградские солдаты должны подчиняться политическому руководству исключительно Совета рабочих и солдатских депутатов, а в вопросах, относящихся до военной службы — военным властям. «Кроме того, — писали Заславский и Канторович, — устанавливалось окончательно, что приказ № 1 имеет применение только в пределах петроградского гарнизона и на фронт распространяться не может. Это разъяснение значительно ослабило первоначальное впечатление, вызванное приказом № 1, но все же психологическая атмосфера вражды и недоверия в кругах высшего офицерства была создана, и рассеять её уже было трудно». Спустя два дня после Приказа № 2 исполком Петросовета вновь выступил с кратким разъяснением-воззванием к войскам, в котором обращалось внимание на соблюдение дисциплины. Однако, по мнению Деникина, Приказ № 2 не был распространён в войсках и не повлиял «на ход событий, вызванных к жизни приказом № 1».
А. И. Гучков, возглавивший военную комиссию 1 (14) марта и безуспешно пытавшийся добиться от Петросовета отмены Приказа № 1 либо, по крайней мере, распространения его действия только на тыловые части, 9 (22) марта в своей телеграмме генералу М. В. Алексееву так описал возникшую ситуацию:

Врем. правительство не располагает какой-либо реальной властью, и его распоряжения осуществляются лишь в тех размерах, кои допускает Совет раб. и солд. депутатов, который располагает важнейшими элементами реальной власти, так как войска, железные дороги, почта и телеграф в его руках. Можно прямо сказать, что Врем. правительство существует, лишь пока это допускается Советом раб. и солд. депутатов. В частности, по военному ведомству ныне представляется возможным отдавать лишь те распоряжения, которые не идут коренным образом вразрез с постановлениями вышеназванного Совета.

4 (17) мая в Мариинском дворце под председательством министра-председателя князя Г. Е. Львова состоялось совещание, в котором приняли участие все члены Временного правительства и исполкома Петросовета, с одной стороны, а с другой — Верховный главнокомандующий генерал Алексеев и главнокомандующие Западным, Юго-Западным, Северным и Румынским фронтами.
Когда генерал Алексеев прямо заявил участникам собрания, что армия «на краю гибели» и начало её разложения было положено Приказом № 1, на защиту последнего встал товарищ председателя Петросовета меньшевик М. И. Скобелев, заявивший:

Вам, может быть, стал бы понятен приказ № 1, если бы вы представили себе обстановку, в которой он был издан. Перед Советом была неорганизованная масса солдат, перешедшая на сторону революции и покинутая своими офицерами. В условиях, когда победа революции ещё не была обеспечена, приказ № 1 предписывал выборным солдатским комитетам взять под контроль оружие военных частей и ни в коем случае не выдавать его офицерам, если они того потребуют. 
Чем была вызвана такая мера? Тем, что в момент перехода солдат на сторону восставшего народа все офицеры Петроградского гарнизона покинули полки и скрылись. 
Легко понять, что такое поведение офицеров в разгар борьбы на жизнь и смерть между старым режимом и революцией вызвало тревогу в Совете, как и среди солдат. Было опасение, что офицеры найдут послушные им силы и сделают попытку разоружить революционные полки. 
Мог ли Совет в этих условиях не принять тех мер, которые он принял? 
Но даже в этих условиях Совет не забыл напомнить солдатам об их воинском долге и включил в приказ № 1 предписание, что в строю и при отправлении воинских обязанностей солдаты должны соблюдать строжайшую военную дисциплину.

Внефракционный социал-демократ Иосиф Гольденберг был ещё более откровенен в своей оценке:

Приказ № 1 — не ошибка, а необходимость. Его редактировал не Соколов; он является единодушным выражением воли Совета. В день, когда мы «сделали революцию», мы поняли, что если не развалить старую армию, она раздавит революцию. Мы должны были выбирать между армией и революцией. Мы не колебались: мы приняли решение в пользу последней и употребили — я смело утверждаю это — надлежащее средство.

Авторы «Чёрной книги коммунизма» называют Приказ № 1 «истинной Декларацией прав солдата, благодаря которой исчезли наиболее унизительные дисциплинарные правила, принятые в старой армии». В то же время они указывают, что солдатские комитеты, вызванные к жизни Приказом № 1, «непрерывно расширяли свои прерогативы. Они могли смещать того или иного командира и выбирать нового, они вмешивались в вопросы военной стратегии, являя собой небывалый образец „солдатской власти“. Эта солдатская власть проложила путь своеобразному „окопному большевизму“, который Верховный Главнокомандующий русской армии генерал Брусилов охарактеризовал следующим образом: „Солдаты не имели ни малейшего представления о том, что такое коммунизм, пролетариат или конституция. Им хотелось только мира, земли да привольной жизни, чтоб не было ни офицеров, ни помещиков. Большевизм их был на деле всего лишь отчаянным стремлением к свободе без всяких ограничений, к анархии“».

Приказ №1 был воспринят на Черноморском флоте как фикция и не воспринимался как законодательный акт. 24.01.1920 г. адмирал Колчак на допросе в Иркутской ГубЧК показал следующее:
Алексеевский. Я хотел бы задать вопрос о вашем отношении к приказу №-1.

Колчак. Приказ № 1 был сообщен царскосельской радиостанцией за подписью Совета Рабочих и Солдатских Депутатов. Когда на одном из митингов, на котором собралось огромное число свободных от службы команд, меня спросили, как относиться к этому приказу, я сказал, что для меня этот приказ, отданный Советом Рабочих и Солдатских Депутатов, не является ни законом, ни актом, который следовало бы выполнять, пока он не будет санкционирован правительством, так как, в силу настоящего положения, Советы Рабочих и Солдатских Депутатов могут собираться в любом месте, в любом городе, и почему в таком случае приказ Петроградского Совета является обязательным, а необязателен приказ Совета в Одессе или в другом месте? Во всяком случае, я считаю, что этот приказ не имеет для меня никакой силы, и я буду выполнять только те приказы, которые буду получать или от правительства, или от ставки. Команды к этому отнеслись совершение спокойно и никаких вопросов мне не задавали. Когда пришло от Гучкова известное распоряжение, то оно было проведено в жизнь без возражений с моей стороны.

Приказ № 1. 

1 марта 1917 г. 

По гарнизону Петроградского округа всем солдатам гвардии, армии, артиллерии и флота для немедленного и точного исполнения, а рабочим Петрограда для сведения и руководства. 

Совет рабочих и солдатских депутатов постановил:
1) Во всех ротах, батальонах, полках, парках, батареях, эскадронах и отдельных службах разного рода военных управлений и на судах военного флота немедленно выбрать комитеты из выборных представителей от нижних чинов вышеуказанных воинских частей.
2) Во всех воинских частях, которые ещё не выбрали своих представителей в Совет рабочих депутатов, избрать по одному представителю от рот, которым и явиться с письменными удостоверениями в здание Государственной думы к 10 часам утра 2 сего марта.
3) Во всех своих политических выступлениях воинская часть подчиняется Совету рабочих и солдатских депутатов и своим комитетам.
4) Приказы военной комиссии Государственной думы следует исполнять, за исключением тех случаев, когда они противоречат приказам и постановлениям Совета рабочих и солдатских депутатов.
5) Всякого рода оружие, как-то: винтовки, пулеметы, бронированные автомобили и прочее должны находиться в распоряжении и под контролем ротных и батальонных комитетов и ни в коем случае не выдаваться офицерам даже по их требованиям.
6) В строю и при отправлении служебных обязанностей солдаты должны соблюдать строжайшую воинскую дисциплину, но вне службы и строя в своей политической, общегражданской и частной жизни солдаты ни в чём не могут быть умалены в тех правах, коими пользуются все граждане. В частности, вставание во фронт и обязательное отдание чести вне службы отменяется.
7) Равным образом отменяется титулование офицеров: ваше превосходительство, благородие и т. п., и заменяется обращением: господин генерал, господин полковник и т. д.
Грубое обращение с солдатами всяких воинских чинов и, в частности, обращение к ним на «ты» воспрещается, и о всяком нарушении сего, равно как и о всех недоразумениях между офицерами и солдатами, последние обязаны доводить до сведения ротных комитетов.
Настоящий приказ прочесть во всех ротах, батальонах, полках, экипажах, батареях и прочих строевых и нестроевых командах.
Петроградский Совет рабочих и солдатских депутатов.